# Martine McCutcheon
Martine McCutcheon (nom de naissance : Martine Kimberley Sherrie Ponting) est une chanteuse et actrice anglaise, née le 14 mai 1976 à Hackney, Londres.

## Biographie
Martine McCutcheon est née le 14 mai 1976 à Hackney, Londres. Ses parents sont Jenny Ponting et Thomas "Keith" Hemmings. Sa mère s'est remariée à John McCutcheon et elle a pris son nom.
Elle a un demi-frère, Laurence McCutcheon.

### Vie privée
Depuis 2007, elle partage la vie du chanteur et musicien britannique Jack McManus.
En décembre 2011, ils annoncent leurs fiançailles après 4 ans de vie commune. Ils se marient le 15 septembre 2012.
En août 2014, elle annonce attendre leur premier enfant. Le 4 février 2015, elle donne naissance à leur premier enfant, un petit garçon prénommé Rafferty Jack McManus.
En janvier 2017, elle affirme avoir subi plusieurs fausses couches depuis 1999 : « Je n'avais pas de difficultés pour tomber enceinte. J'avais des difficultés pour garder les bébés. J'en ai perdu plusieurs. C'était horrible à chaque fois ».

## Filmographie

### Cinéma

#### Longs métrages
- 2000 : Kiss Kiss (Bang Bang) de Stewart Sugg : Mia
- 2003 : Love Actually de Richard Curtis : Natalie
- 2008 : Jump de Joshua Sinclair : Liuba Halsman
- 2018 : The Bromley Boys de Steve M Kelly : Gertrude Roberts

#### Court métrage
- 2006 : Withdrawal de Mark Conn : Bonnie

### Télévision

#### Séries télévisées
- 1989 : Bluebirds : Mandy
- 1991 - 1992 : The Bill : Une femme /  Amanda Jones
- 1995 - 1998 : EastEnders : Tiffany
- 2000 : Brigade volante (The Knock) : Jenny Foster
- 2007 : Miss Marple (Agatha Christie's Marple) : Jane Cooper
- 2008 : Echo Beach : Susan Penwarden
- 2013 : Inspecteur Barnaby (Midsomer Murders) : Debbie Moffett

#### Téléfilm
- 2005 : The English Harem de Robin Sheppard : Tracy Pringle